# Sławomir Skrzypek
Sławomir Stanisław Skrzypek (ur. 10 maja 1963 w Katowicach, zm. 10 kwietnia 2010 w Smoleńsku) – polski inżynier, ekonomista, w latach 2002–2005 zastępca prezydenta m.st. Warszawy, w latach 2007–2010 prezes Narodowego Banku Polskiego.

## Życiorys

### Okres PRL
W czasach licealnych i studenckich był związany z Konfederacją Polski Niepodległej. Po 13 grudnia 1981 nawiązał współpracę z Adamem Słomką, m.in. wspólnie z nim drukował wydawnictwa podziemne KPN. W 1982 za prowadzoną działalność został na pół roku tymczasowo aresztowany. W marcu 1985 został powołany na przewodniczącego V Obszaru KPN (śląsko-dąbrowskiego) w związku z aresztowaniem Adama Słomki, po zwolnieniu tegoż pozostał koordynatorem struktur ugrupowania.
W trakcie studiów zaangażował się także w działalność opozycyjnego Niezależnego Zrzeszenia Studentów.

### Wykształcenie
Ukończył VIII Liceum Ogólnokształcące im. Wilhelma Piecka w Katowicach. Był absolwentem studiów w zakresie inżynierii lądowej na Wydziale Budownictwa Politechniki Śląskiej w Gliwicach (obronił pracę magisterską zatytułowaną Budowa mostów kolejowych z betonu sprężonego).
W 1997 uzyskał dyplom MBA na University of Wisconsin-La Crosse w La Crosse z rozszerzonym programem w zakresie finansów oraz dyplom Business Management na Uniwersytecie Georgetown. Do Stanów Zjednoczonych wysłał go w 1995 odchodzący z urzędu prezes NIK, Lech Kaczyński. Swój dyplom nostryfikował jako równoważny z magisterskim w Szkole Głównej Handlowej w Warszawie. W trakcie pobytu w USA odbył również praktyki w biurze kongresmena w Kongresie Stanów Zjednoczonych w Waszyngtonie (praca legislacyjna w zakresie bankowości i finansów) oraz w Misji Polskiej przy ONZ w Nowym Jorku.
Ponadto ukończył studia podyplomowe na Akademii Ekonomicznej w Krakowie w zakresie zarządzania aktywami i pasywami w polskim systemie bankowym oraz studia podyplomowe na Wydziale Prawa i Administracji Uniwersytetu Śląskiego w Katowicach, a także Advanced Management Program w IESE Business School i kurs doradców inwestycyjnych.

### Działalność zawodowa do 2007
W latach 1993–1997 pracował w Najwyższej Izbie Kontroli, w której zajmował się kontrolą finansową struktur administracji rządowej i samorządowej oraz sektora bankowego. Następnie do 2000 pełnił funkcję zastępcy prezesa zarządu Narodowego Funduszu Ochrony Środowiska i Gospodarki Wodnej w Warszawie. Od maja 2001 do stycznia 2002 był członkiem zarządu PKP S.A., odpowiedzialnym za restrukturyzację i nadzór właścicielski. Od listopada 2002 przez trzy lata pełnił funkcję zastępcy Lecha Kaczyńskiego, gdy ten sprawował urząd Prezydenta m.st. Warszawy. Jako wiceprezydent Warszawy odpowiadał m.in. za politykę finansową, inwestycje i nadzór właścicielski.
Pełnił także funkcje wiceprzewodniczącego rady nadzorczej Banku Ochrony Środowiska, przewodniczącego rad nadzorczych Mielec-Diesel-Gaz, PTE EPOKA, Telekomunikacji Kolejowej, sekretarza rady nadzorczej IX NFI im. E. Kwiatkowskiego, zasiadał w radzie nadzorczej spółki akcyjnej Dom Maklerski Banku Ochrony Środowiska. Był także przewodniczącym rad nadzorczych: Narodowego Funduszu Ochrony Środowiska i Gospodarki Wodnej, Banku Pocztowego, a od maja 2006 – Telewizji Polskiej (do 2007).
20 grudnia 2005 został powołany na stanowisko wiceprezesa zarządu PKO BP, a od 29 września 2006 do 9 stycznia 2007 pełnił obowiązki prezesa zarządu PKO BP.

### Prezes Narodowego Banku Polskiego

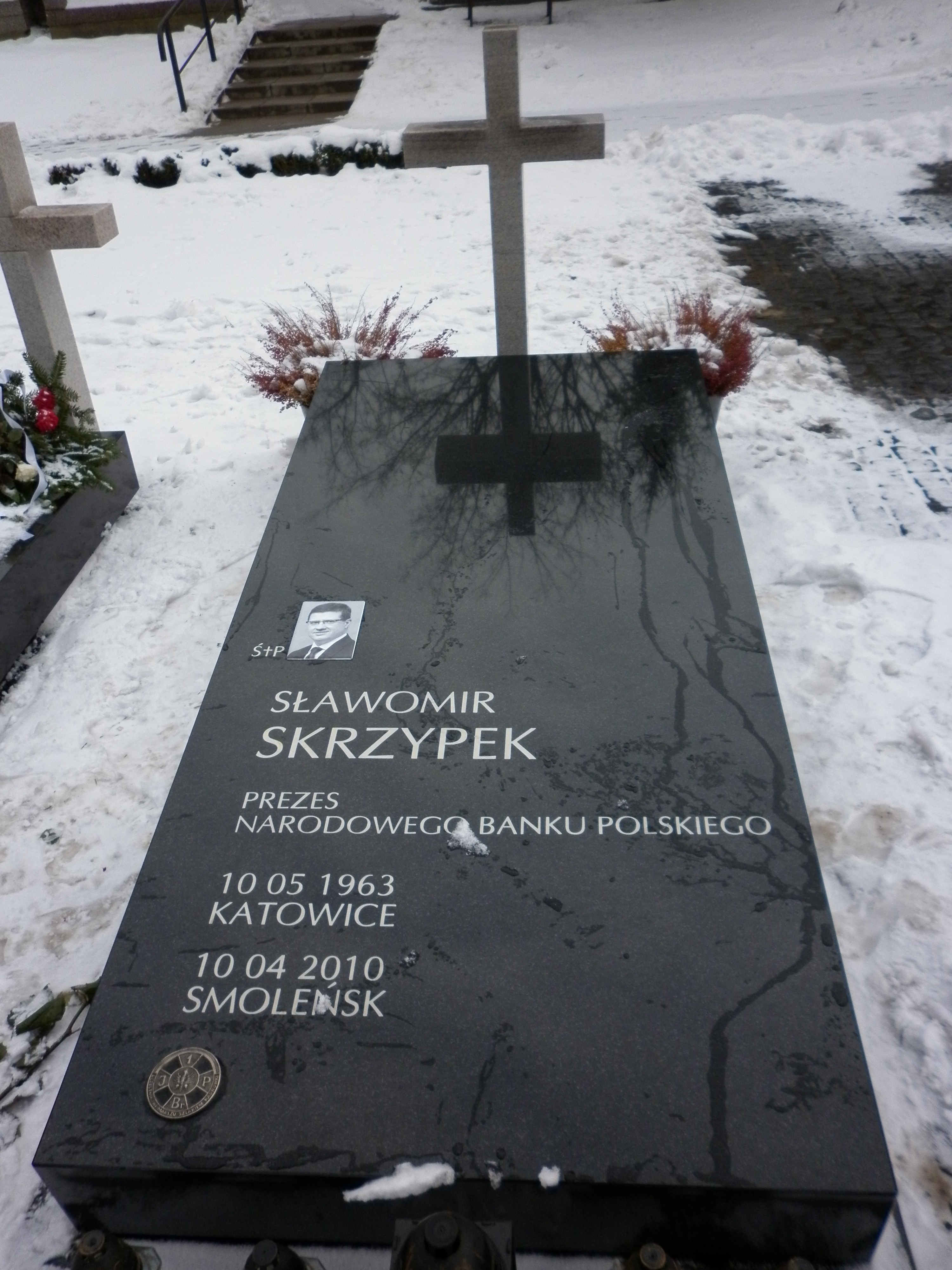
Grób Sławomira Skrzypka na cmentarzu Wojskowym na Powązkach (2011)

3 stycznia 2007 Sławomir Skrzypek został ogłoszony kandydatem prezydenta Lecha Kaczyńskiego na stanowisko prezesa Narodowego Banku Polskiego. 10 stycznia został wybrany przez Sejm (głosami posłów Prawa i Sprawiedliwości, Samoobrony i LPR) stosunkiem głosów 239:202 przy 1 głosie wstrzymującym się. Następnego dnia został zaprzysiężony, obejmując ten urząd. Wybór Sławomira Skrzypka wywołał krytyczne głosy opozycji, części mediów i ekonomistów, wskazujących na brak dorobku naukowego, wykształcenia ekonomicznego i niewielkie doświadczenie bankowe.
Między lutym a marcem 2008 był członkiem Komisji Nadzoru Finansowego jako przedstawiciel NBP.
Magazyn „Global Finance” wyróżnił go w 2009 za trafną prognozę dotyczącą inflacji. W tym samym roku przyznano mu Specjalną Perłę Honorową.
W sierpniu 2009 Sąd Rejonowy w Poznaniu skazał Jana Winieckiego na karę grzywny w procesie karnym wytoczonym z oskarżenia prywatnego przez Sławomira Skrzypka w związku z felietonem, w którym oskarżony kwestionował jego wykształcenie i kompetencje do zajmowania stanowiska prezesa NBP. Przedmiotowy wyrok został uchylony do ponownego rozpoznania w styczniu 2010 decyzją Sądu Okręgowego w Poznaniu. W lipcu 2012 w pierwszej instancji wobec Jana Winieckiego ponownie zapadł nieprawomocny wyrok skazujący. W wyniku postępowania odwoławczego w lutym 2013 wyrok ten został uchylony, a postępowanie karne prawomocnie umorzone z uwagi na znikomą społeczną szkodliwość czynu.
W listopadzie 2009 z jego inicjatywy Narodowy Bank Polski pozwał Stefana Niesiołowskiego za wypowiedź, w której ten nazwał Sławomira Skrzypka karnym funkcjonariuszem PiS, który dostał zadanie od Jarosława Kaczyńskiego, dlatego szkodzi rządowi i ministerstwu finansów.
Na początku 2010 doszło do sporu pomiędzy NBP i rządem. Sławomir Skrzypek stał na stanowisku, że należy zrezygnować z odnowienia elastycznej linii kredytowej z Międzynarodowego Funduszu Walutowego, odmienne stanowisko prezentował premier Donald Tusk. Kolejny prezes NBP Marek Belka, wkrótce po zaprzysiężeniu złożył wniosek o przedłużenie tego dostępu.
Sławomir Skrzypek zginął w trakcie kadencji w katastrofie polskiego samolotu Tu-154M w Smoleńsku 10 kwietnia 2010 w drodze na obchody 70. rocznicy zbrodni katyńskiej. Jego pogrzeb odbył się 19 kwietnia tego samego roku w kościele św. Krzyża w Warszawie z udziałem przedstawicieli najwyższych władz państwowych. Został pochowany z honorami wojskowymi w Kwaterze Smoleńskiej na cmentarzu Wojskowym na Powązkach w Warszawie.

## Życie prywatne
Był żonaty z Dorotą Skrzypek. Miał troje dzieci – dwóch synów i córkę.

## Odznaczenia i upamiętnienie
16 kwietnia 2010 został pośmiertnie odznaczony Krzyżem Komandorskim z Gwiazdą Orderu Odrodzenia Polski. W 2010 pośmiertnie uhonorowany odznaką Zasłużony dla Warszawy, a także wyróżniony odznaką honorową „Za zasługi dla bankowości Rzeczypospolitej Polskiej”. W 2019 odznaczony pośmiertnie Krzyżem Wolności i Solidarności.
W 2011 Narodowy Bank Polski wprowadził do obiegu monetę o nominale 10 złotych z wizerunkiem Sławomira Skrzypka (srebro próby 925/1000, masa 14,14 g, średnica 32 mm, nakład 30 000 egz.). Sławomirowi Skrzypkowi zostały poświęcone tablice pamiątkowe odsłonięte w 2012 na ścianie siedziby NBP w Warszawie oraz w 2014 na fasadzie budynku VIII Liceum Ogólnokształcącego im. Marii Skłodowskiej-Curie w Katowicach (którego był absolwentem). W 2016 miało miejsce uroczyste otwarcie Centrum Pieniądza NBP im. Sławomira S. Skrzypka – placówki ekspozycyjnej i edukacyjnej Narodowego Banku Polskiego.
Jego osobie został poświęcony film dokumentalny Przerwana kadencja (2012).